# Pure Fucking Armageddon
Pure Fucking Armageddon ist die erste Demokassette der Black-Metal-Band Mayhem. Es wurde 1986 aufgenommen und veröffentlicht.

## Entstehung
Das Album wurde 1986 aufgenommen und erschien im selben Jahr über das band-eigene Label Posercorpse mit einer Limitierung auf 100 Exemplare.

## Stil und Inhalt
Das Demo ist dem Black Metal zuzuordnen; Metalion verglich es mit den frühen Demos der deutschen Band Poison und den Hellhammer-Demos. Die Tonqualität ist extrem schlecht und der Gesang kaum zu hören. Der spätere Sänger der Band, Per Yngve „Dead“ Ohlin, nennt die englische Band Venom als Haupteinfluss für das Demo und bezeichnet die damaligen Texte als Venom-Klone.
Bei Black Metal (Total Death Version) handelt es sich um eine Coverversion von Venoms Lied Black Metal. Die anderen Texte behandeln Splatter-Themen, die für den Death Metal typisch sind; deshalb bezeichnete Metalion Pure Fucking Armageddon als „the goriest demo ever“.
Auf dem Cover ist die Skulptur Der gemarterte Jesus von Guido Rocha abgebildet.

## Rezeption
Der Titel des Albums Pure Holocaust der norwegischen Band Immortal bezieht sich auf Pure Fucking Armageddon. Die Band wollte einen ähnlich extrem klingenden Titel.

## Titelliste
Seite Fuck
1. Voice of a Tortured Skull (Intro) – 2:22
2. Carnage – 4:14
3. Ghoul – 3:31
4. Black Metal (Total Death Version) – 2:06
5. Pure Fucking Armageddon – 2:50

Seite Off
1. Mayhem (unmixed) – 1:46
2. Ghoul (unmixed) – 3:43
3. Pure Fuckin’ Armageddon (unmixed) – 2:43
4. Carnage (unmixed) – 4:32